# TSPAN32
TSPAN32‏ (Tetraspanin 32) هوَ بروتين يُشَفر بواسطة جين TSPAN32 في الإنسان.